# Minardi PS05
El Minardi PS05 fue un monoplaza utilizado por Minardi en la temporada 2005 de Fórmula 1, el último de su historia. Fue presentado al público el 15 de abril de 2005 en el circuito de Mugello, debutando unos días más tarde en el Gran Premio de San Marino de 2005, ya que las tres carreras de antemano el equipo utilizó el Minardi PS04B. El equipo consiguió su segundo doble puntaje en los 20 años de historia del equipo en el controvertido Gran Premio de Estados Unidos de 2005, un logro que sólo se logró gracias a la retirada de todos los equipos que usaron los neumáticos Michelin; sólo 6 coches participaron en la carrera. Las siglas PS de su nombre hacen referencia el propietario de la marca Paul Stoddart.
Patrick Friesacher fue eliminado del equipo de Minardi después del Gran Premio de Gran Bretaña de 2005 debido a que sus patrocinadores no pagaron a Minardi los montos acordados al comienzo de la temporada. Fue reemplazado por Robert Doornbos, compatriota de Albers, desde el Gran Premio de Alemania de 2005 hasta el final de la temporada. El PS05 fue el último coche de Fórmula 1 desarrollado por Minardi antes de la venta del equipo, que a partir de 2006 se convirtió en el equipo "B" de Red Bull Racing, Scuderia Toro Rosso.
El PS05 fue un habitual del farolillo rojo, tanto en clasificación como en carrera, siendo su principal rival el EJ15 de la escudería Jordan.

## Motor
El PS05 equipaba una motorización fabricada por Cosworth, denominada como TJ2005, un motor que por normativa se trataba de un V10 de 2998 cm³ y 40 válvulas. Con las dos bancadas espaciadas un ángulo de 90 grados, el propulsor podía girar hasta 18 300 rpm, ofreciendo un par motor máximo de 650 Nm. Esta misma mecánica era compartida por otro coche rival: el Red Bull RB1; aunque a diferencia de la escudería austriaca, Minardi no recibió la versión mejorada a mediados de temporada. La fiabilidad del motor quedó fuera de toda duda, al no ser responsable de ninguna de las retiradas del equipo.

## Transmisión
Junto con el coetáneo Renault R25, el PS05 fue el último coche de Formula 1 en equipar una caja de cambios de seis relaciones.

## Suspensiones
Minardi siempre fue una escudería de bajo presupuesto, por lo que debía reutilizar en medida de lo posible los componentes que hubieran funcionado en temporadas anteriores. Es por ello que el sistema de suspensión delantero fue una copia del usado en el PS04B del año anterior, pero se actualizó la suspensión trasera. Los amortiguadores fueron fabricados por la especialista Sachs siguiendo instrucciones de la escudería.

## Proveedores técnicos
Por tercera temporada consecutiva, la escudería Minardi haría uso de neumáticos Bridgestone, que irían montadas sobre llantas de magnesio OZ. Tanto combustible como los lubricantes los suministraba la empresa francesa Elf.

## Resultados
(Clave) (negrita indica pole position) (cursiva indica vuelta rápida)

| Año  | Chasis | Motor               | Neu. | N.º | Pilotos            | 1   | 2   | 3   | 4   | 5   | 6   | 7   | 8   | 9   | 10  | 11  | 12  | 13  | 14  | 15  | 16  | 17  | 18  | 19  | Puntos | Pos. |
| ---- | ------ | ------------------- | ---- | --- | ------------------ | --- | --- | --- | --- | --- | --- | --- | --- | --- | --- | --- | --- | --- | --- | --- | --- | --- | --- | --- | ------ | ---- |
| 2005 | PS05   | Cosworth TJ2005 V10 | B    |     |                    | AUS | MYS | BHR | SMR | ESP | MON | EUR | CAN | USA | FRA | GBR | GER | HUN | TUR | ITA | BEL | BRA | JPN | CHN | 7      | 10.º |
| 2005 | PS05   | Cosworth TJ2005 V10 | B    | 20  | Patrick Friesacher |     |     |     | Ret | Ret | Ret | 18  | Ret | 6   | Ret | 19  |     |     |     |     |     |     |     |     | 7      | 10.º |
| 2005 | PS05   | Cosworth TJ2005 V10 | B    | 20  | Robert Doornbos    |     |     |     |     |     |     |     |     |     |     |     | 18  | Ret | 13  | 18  | 13  | Ret | 14  | 14  | 7      | 10.º |
| 2005 | PS05   | Cosworth TJ2005 V10 | B    | 21  | Christijan Albers  |     |     |     | Ret | Ret | 14  | 17  | 11  | 5   | Ret | 18  | 13  | NC  | Ret | 19  | 12  | 14  | 16  | 16  | 7      | 10.º |

## Otros pilotos
- La piloto británica Katherine Legge fue invitada a participar en las pruebas de fin de temporada con en PS05. Aunque tuvo un accidente a la cuarta vuelta,[8] completó el programa de dos jornadas satisfactoriamente.
- Juan Ignacio Cáceres
- Roldán Rodríguez
- Davide Rigon
- Luca Filippi
- Como gesto de buena voluntad de los nuevos propietarios del equipo, se le permitió a Paul Stoddart, el vendedor, dar unas vueltas como despedida con el coche al circuito de Vallelunga.[9]